# Katolski Posoł
Katolski Posoł, полное наименование — Katolski Posoł — Časopis katolskich Serbow (Католический вестник) — церковная газета католических лужичан в Верхней Лужице. Издатель газеты — лужицкое общество Кирилла и Мефодия. Печатается в издательстве «Домовина».

## История
Еженедельник был основан в 1863 году Михалом Горником. Издавалась при содействии общественно-культурной организации «Ассоциация католических сербов» (сегодня — Общество святых Кирилла и Мефодия). В 1923 году во время первого Синода восстановленной епархии Мейсена газета была обвинена в антицерковных тенденциях, после чего по предложению священника Якуба Скали она была передана под управление Кирилло-Мефодиевскому обществу. С 1939 года во время национал-социализма газета была запрещена. Только в 1950 году газете вернули лицензию, так как советская военная администрация и власти ГДР отрицательно относились к церковной прессе.
Еженедельный тираж газеты составляет 2200 экземпляров (данные на 2008 год). «Katolski Posoł» является самой распространённой газетой на верхнелужицком языке.

## Редакторы
- Михал Горник (1863—1881).
- Якуб Скаля (1882—1903).
- Жур, Миклауш (1904—1906).
- Миклауш Жур (1908—1909).
- Жур, Якуб (1909—1910).
- Юрий Деленк (1910—1914).
- Миклауш Жур (1914—1916).
- Миклауш Юст (1916—1924).
- Йозеф Новак (1927—1931);
- Михал Навка (1950—1959);
- Йозеф Новак (1959—1960);
- Герат Ворнар (1978—2013);
- Михал Андерс (с 2013 года).